# Route nationale 663
Die Route nationale 663, kurz N 663 oder RN 663, war eine französische Nationalstraße, die von 1933 bis 1973 zwischen Maurs und Décazeville verlief. Ihre Länge betrug 23 Kilometer.